# Hooverson Heights
Hooverson Heights – jednostka osadnicza w Stanach Zjednoczonych, w stanie Wirginia Zachodnia, w hrabstwie Brooke.